# Alison Milbank
Alison Milbank (* 10. Oktober 1954) ist eine britische anglikanische Priesterin, Theologin und Literaturwissenschaftlerin. Sie ist Canon Theologian am Münster von Southwell und Professorin im Department of Theology and Religious Studies der University of Nottingham.

## Bildungsweg
Alison Milbank wurde als Alison Grant Legg am 19. Oktober 1954 geboren. Sie studierte Theologie und Englische Literaturwissenschaft am Girton College in Cambridge, wo sie 1978 den Bachelor of Arts sowie 1981 den Master of Arts erhielt. Sie nahm an einem Postgraduiertenprogramm der Lancaster University teil, das sie mit dem Doktor der Philosophie im Jahre 1988 beendete.

## Akademische und kirchliche Laufbahn
Alison Milbank war Fellow am John Rylands Research Institute der University of Manchester. Nach befristeten Anstellungen an der University of Cambridge und der Middlesex University lehrte sie für fünf Jahre an der University of Virginia in den Vereinigten Staaten. Sie ist seit 2004 Professorin an der University of Nottingham im Department of Theology and Religious Studies und steht demselben derzeit vor.
Milbanks Forschungsinteresse konzentriert sich auf das Verhältnis von Religion und Kultur in der auf die Aufklärung folgenden Periode, mit einem besonderen Schwerpunkt auf nicht-realistischer Literatur und künstlerischem Ausdruck. Zu ihren jüngsten Buchveröffentlichungen zählen eine Abhandlung über die katholische Poesie J. R. R. Tolkiens und G. K. Chestertons sowie eine Betrachtung der theologischen Dimension der englischen gothic novel von ihrer Entstehung in vorreformatorischer Zeit bis in die Gegenwart.
Von 2005 bis 2006 wurde Milbank durch den East Midlands Ministry Training Course auf die Ordination in der Church of England vorbereitet. Im Jahre 2006 wurde sie zunächst zur Diakonin geweiht; die Priesterordination folgte im darauffolgenden Jahr. Von 2006 bis 2009 war sie Kurat an der Holy Trinity Church in Lambley (Nottinghamshire). Seit 2009 ist sie Priestervikar am Münster von Southwell.

## Familie
Im Jahre 1978 heiratete Alison Legg den Theologen John Milbank, einen der maßgeblichen Vordenker der theologischen Strömung der Radical Orthodoxy.

## Veröffentlichungen

### Monographien
- Daughters of the House: modes of the gothic in Victorian fiction Macmillan, Basingstoke 1992, ISBN 978-0-333-56615-2.
- Dante and the Victorians. Manchester University Press 1998, ISBN 978-0-7190-3700-9.
- Chesterton and Tolkien as theologians: the fantasy of the real. T & T Clark 2007, ISBN 978-0-567-04094-7.
- (mit Andrew Davison:) For the Parish: a critique of fresh expressions. SCM Press 2010, ISBN 978-0-334-04365-2.
- God and the Gothic: Religion, Romance and Reality in the English Literary Tradition. Oxford University Press 2018, ISBN 978-0-19-882446-6.

### Herausgeberschaft
- Ann Ward Radcliffe: The castles of Athlin and Dunbayne. Oxford University Press 1995, ISBN 978-0-19-282357-1.
- Josephine Butler and Anglican social action on prostitution today. George Mann, Winchester 2007, ISBN 0-9552415-4-5.
- Ann Ward Radcliffe: A Sicilian Romance. Oxford University Press 2008, ISBN 978-0-19-953739-6.